# Witold Gombrowicz
Witold Marian Gombrowicz (ur. 4 sierpnia 1904 w Małoszycach, zm. 24 lipca 1969 w Vence) – polski powieściopisarz, nowelista, dramaturg i filozof. 
Jego twórczość cechują analiza psychologiczna człowieka jako uwikłanego w spuściznę kultury i w innych ludzi, analiza tożsamości jednostki w interakcji z innymi, problemu niedojrzałości i młodości, ról społecznych, a także poczucie absurdu, bunt i kontestacja względem przyjmowanych przez społeczeństwo tradycyjnych wartości i nacjonalizmu. Te elementy przeplatały się w jego utworach: powieściach Ferdydurke (1937), Trans-Atlantyk (1953), Pornografia (1960) i Kosmos (1965), oraz dramatach, m.in.: Iwona, księżniczka Burgunda (1938) oraz Ślub (1953). 
Od 1939 Witold Gombrowicz przebywał na emigracji: do 1963 w Buenos Aires, od 1964 aż do śmierci w Vence. W latach 1953–1969 prowadził Dziennik, w którym w sposób ironiczny i z humorem opowiadał własne losy, podejmował dialog z różnymi nurtami filozoficznymi, z tradycją kultury polskiej i komentował bieżące wydarzenia polityczne. Zyskał sławę w ostatnich latach życia, był wówczas wśród kandydatów do Nagrody Nobla w dziedzinie literatury (1966, 1968, 1969), której nie otrzymał. Należy do najczęściej tłumaczonych autorów polskojęzycznych i był wymieniany jako jeden z najwybitniejszych polskich pisarzy XX wieku.

## Życiorys

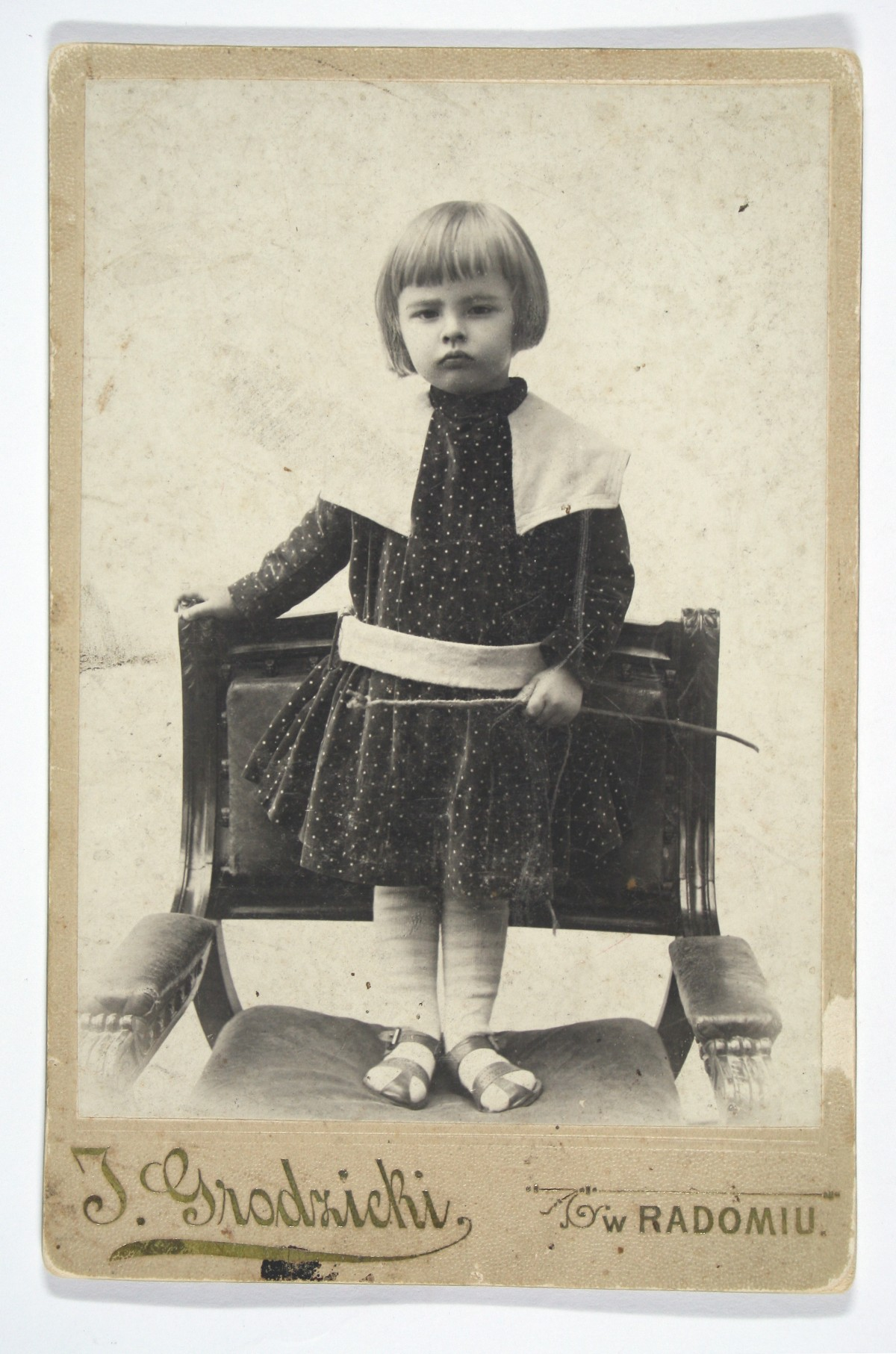
Gombrowicz jako dziecko

Witold Gombrowicz urodził się jako najmłodsze z czworga dzieci Jana Onufrego herbu Kościesza i Antoniny Marceliny z domu Ścibor-Kotkowskiej herbu Ostoja, w rodzinnym majątku we wsi Małoszyce, w ówczesnej guberni radomskiej. Został ochrzczony 8 września w kościele Wszystkich Świętych we wsi Wszechświęte jako Marian Witold Gombrowicz. Po opuszczeniu dworu w Małoszycach w 1911, Gombrowiczowie przenieśli się do Warszawy. Mając jedenaście lat, Witold rozpoczął naukę w Gimnazjum im. św. Stanisława Kostki w Warszawie. W szkole był obiektem żartów i przemocy ze strony kolegów. Nie lubił matematyki, miał problemy z łaciną, dobrze radził sobie z francuskim, słabiej z niemieckim. Z języka polskiego miał ocenę celującą na świadectwie maturalnym. Po ukończeniu gimnazjum (1922) studiował prawo na Uniwersytecie Warszawskim (w 1927 uzyskał tytuł magistra praw). Po latach w bezpretensjonalny sposób tłumaczył tę decyzję: „Nic mnie nie pociągało między Bogiem a prawdą – trochę może filozofia – ale już wtedy zorientowałem się, że aby wiedzieć coś o filozofii, trzeba pójść do księgarni, kupić trochę książek i poczytać, nie tracąc czasu na wykłady i seminaria. Wybrałem w rezultacie wydział najwygodniejszy i najbardziej pociągający leniów: prawo”. Przez mniej więcej rok przebywał w Paryżu, niezbyt pilnie przykładając się do studiów w Institut des Hautes Études Internationales. Większą rolę w trakcie pobytu we Francji odegrały kontakty z młodzieżą studencką i wyjazd nad Morze Śródziemne.
Po powrocie do kraju rozpoczął aplikację sędziowską, lecz wkrótce ją porzucił. W latach dwudziestych podejmował próby literackie, ale legendarna powieść, w której formie i tematyce miała się manifestować nieoficjalna strona jego natury, została przezeń zniszczona (patrz: Wspomnienia polskie). Niepowodzeniem zakończyła się również próba napisania powieści popularnej wraz z Tadeuszem Kępińskim. Na przełomie lat 20. i 30. zaczęły powstawać opowiadania, które ukazały się następnie drukiem jako Pamiętnik z okresu dojrzewania. Od chwili debiutu książkowego felietony literackie i recenzje Gombrowicza ukazywały się w prasie, głównie w „Kurierze Porannym”. Brał udział w spotkaniach grupy młodych pisarzy i intelektualistów w warszawskich kawiarniach Zodiak i Ziemiańskiej. Rozgłos w kołach literackich nadało mu opublikowanie w 1937 powieści Ferdydurke.

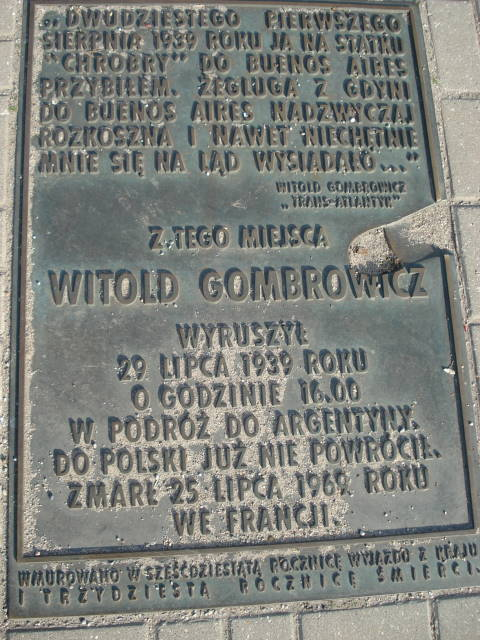
Tablica pamiątkowa w Porcie Gdynia (1999)

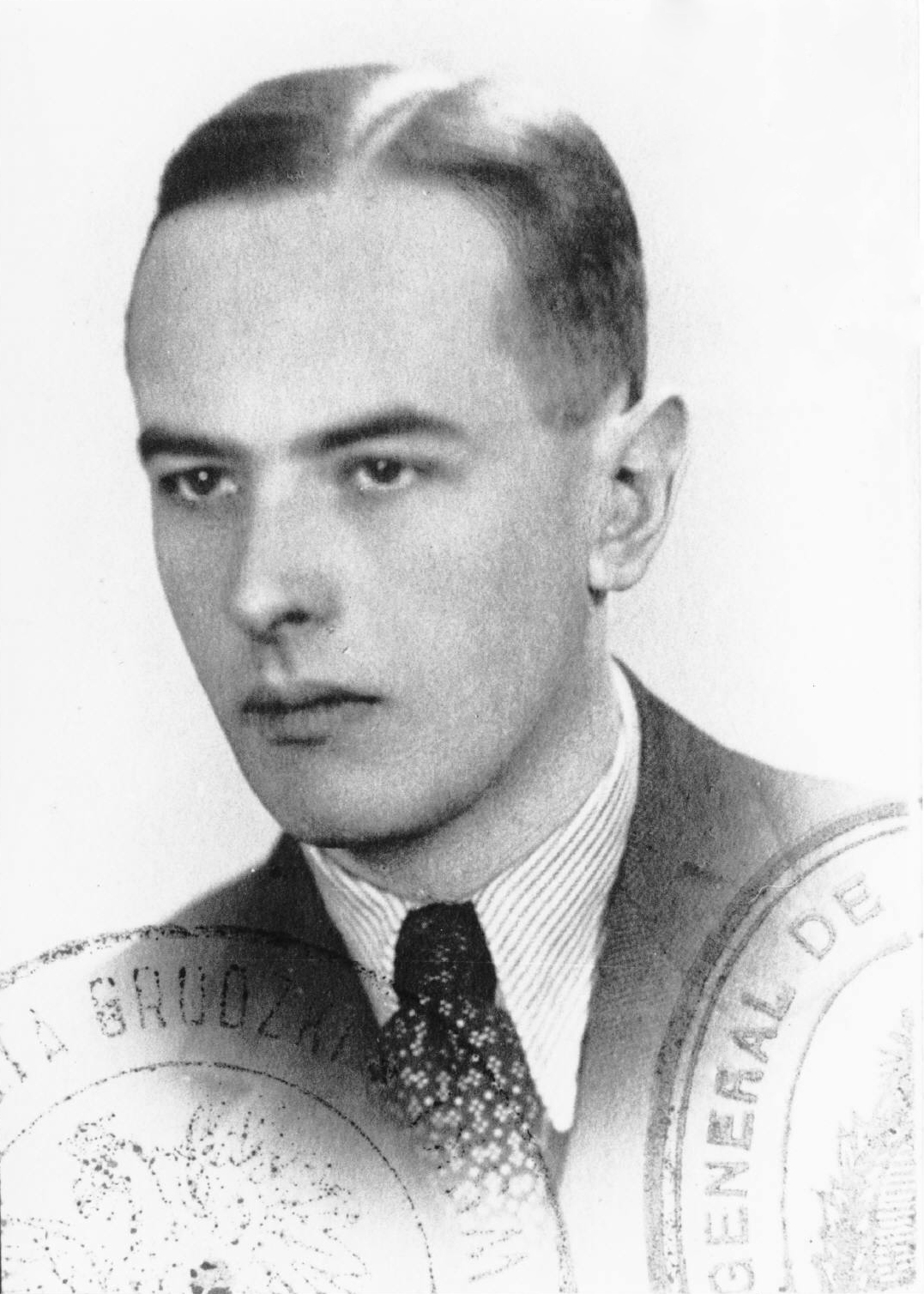
Zdjęcie paszportowe (1939)

Tuż przed wybuchem II wojny światowej Gombrowicz uczestniczył jako dziennikarz w dziewiczym rejsie polskiego statku pasażerskiego MS Chrobry do Ameryki Południowej. Wiadomości dochodzące z kraju sprawiły, że postanowił przeczekać wojnę w Buenos Aires (w Argentynie). Pozostał tam do 1963 r., okresowo żyjąc, szczególnie w okresie wojny, na granicy ubóstwa. Halina Nowińska wspominała:
Kiedyś wieczorem zjawia się u mnie pan Witold. Jest blady, zielonkawy, ma zapadnięte policzki, kaszle, ciężko osuwa się na krzesło i prosi: «Niech mi pani da coś do zjedzenia, już drugi dzień nie jem». Usmażyłam mu naprędce kawałek mięsa, z przejęcia nie osoliłam, ale dopiero przy ostatnich kęsach zauważył to.
Pod koniec lat 40. Gombrowicz próbował zdobyć pozycję w argentyńskich kręgach literackich. Publikował artykuły, wygłaszał odczyty w kawiarni „Fray Mocho”. W 1947 opublikował, dokonany wraz z przyjaciółmi, przekład Ferdydurke na język hiszpański. Uważa się ten przekład za znaczące wydarzenie w dziejach literatury argentyńskiej, nie przyniósł on jednak autorowi rozgłosu, podobnie jak wydanie w 1948 po hiszpańsku dramatu Ślub (El casamiento).
Od grudnia 1947 do maja 1955 Gombrowicz pracował jako urzędnik bankowy w Banco Polaco, argentyńskiej filii Banku Pekao. Zajmował się prostymi czynnościami, takimi jak korespondencja czy adresowanie kopert. W wolnych chwilach czytał książki Kafki, Sartre’a, Camusa, Bobkowskiego i Miłosza. W 1950 nawiązał korespondencję z Jerzym Giedroyciem i od 1951 publikował w paryskiej „Kulturze”, tam w 1953 rozpoczął druk fragmentów Dziennika. Skontaktował się też z Albertem Camusem, który chciał współpracować z Gombrowiczem i publikować go we Francji. W tym samym roku Instytut Literacki w Paryżu wydał powieść Trans-Atlantyk i dramat Ślub (w jednym tomie, jako 1. tom „Biblioteki Kultury”). Powieść ta w kontrowersyjny sposób podejmowała problem tożsamości narodowej Polaków na emigracji, przedstawiając jej karykaturalny wizerunek. Po Październiku 1956 cztery książki Gombrowicza ukazały się w Polsce, a ich autor zyskał duży rozgłos. Po roku 1958 władze w kraju nie zezwalały jednak na druk następnych książek. Gombrowicz zyskał natomiast w latach 60. sławę światową, uwieńczoną tłumaczeniami dzieł, także kolejnych powieści: Pornografii i Kosmosu, oraz realizacjami teatralnymi jego dramatów, szczególnie we Francji, Niemczech i Szwecji. W 1963 powrócił do Europy, otrzymawszy stypendium Fundacji Forda na pobyt w Berlinie Zachodnim, na co władze komunistyczne w Polsce zareagowały kampanią prasową przeciw pisarzowi. Pisarz powrócił do Europy tak, jak przed laty ją opuścił – to znaczy drogą morską, na pokładzie włoskiego 21.000-tonowego turbinowca FEDERICO C. Swój powrót opisał szczegółowo w Dzienniku 1961-66 na stronach 91–108 (Wyd. Literackie Kraków 1988). 
W maju 1967 otrzymał Międzynarodową Nagrodę Wydawców Prix Formentor. Rok wcześniej, w 1966, został po raz pierwszy nominowany do literackiej Nagrody Nobla i otrzymał Nagrodę Fundacji im. Alfreda Jurzykowskiego. W roku 1968 został nominowany do Nagrody Nobla w dziedzinie literatury, jednak przegrał głosowanie ze swoim rywalem (Japończykiem Yasunarim Kawabatą) jednym głosem. Poważne szanse Gombrowicza na nagrodę Nobla wzbudziły niepokój komunistycznej służby bezpieczeństwa i zawiść literatów krajowych. Według słów Rity Gombrowicz, gdyby nie jego śmierć, jej mąż otrzymałby nagrodę Nobla w 1969, co potwierdziły sprawozdania z posiedzenia Komitetu Noblowskiego z 18 września 1969 r., na którym jego kandydatura została pominięta przy tworzeniu tzw. krótkiej listy z powodu śmierci. Witold Gombrowicz zmarł w Vence 25 lipca 1969 na astmę i został pochowany na miejskim cmentarzu przy av. Colonel Meyère w Vence. Pogrzeb miał charakter świecki.

Poniżej fragment listu Rity Gombrowicz do Konstantego A. Jeleńskiego, opisującego ostatnie chwile Gombrowicza:
Witold umarł w czwartek 24, o północy. Dwa dni wcześniej, we wtorek, wstał jeszcze, by pracować przy stole, i napisał do Ciebie (do K. A. Jeleńskiego) długi list po polsku. To był ostatni list napisany jego ręką… Moim jedynym pocieszeniem jest, że nie zdawał sobie sprawy, że umiera. Rano w dzień śmierci powiedział mi, że będzie żył jeszcze rok i winnam się przygotować na rok ciężki. Nie wiedział, jak będzie ciężki — tylko inaczej. W czwartek podyktował także Izie Neyman list do Miłosza, którego nie zdołał ukończyć. W ciągu ostatnich dwóch dni miał ataki astmy, był bardzo słaby. Na godzinę przed śmiercią dałam mu malin, które zjadł z przyjemnością. Poprosił mnie o kieliszek burgunda i powiedział, że jeden łyk go upił. Zasnął. Byłam przy nim. Zmarł we śnie. (tłum. K. A. Jeleński).

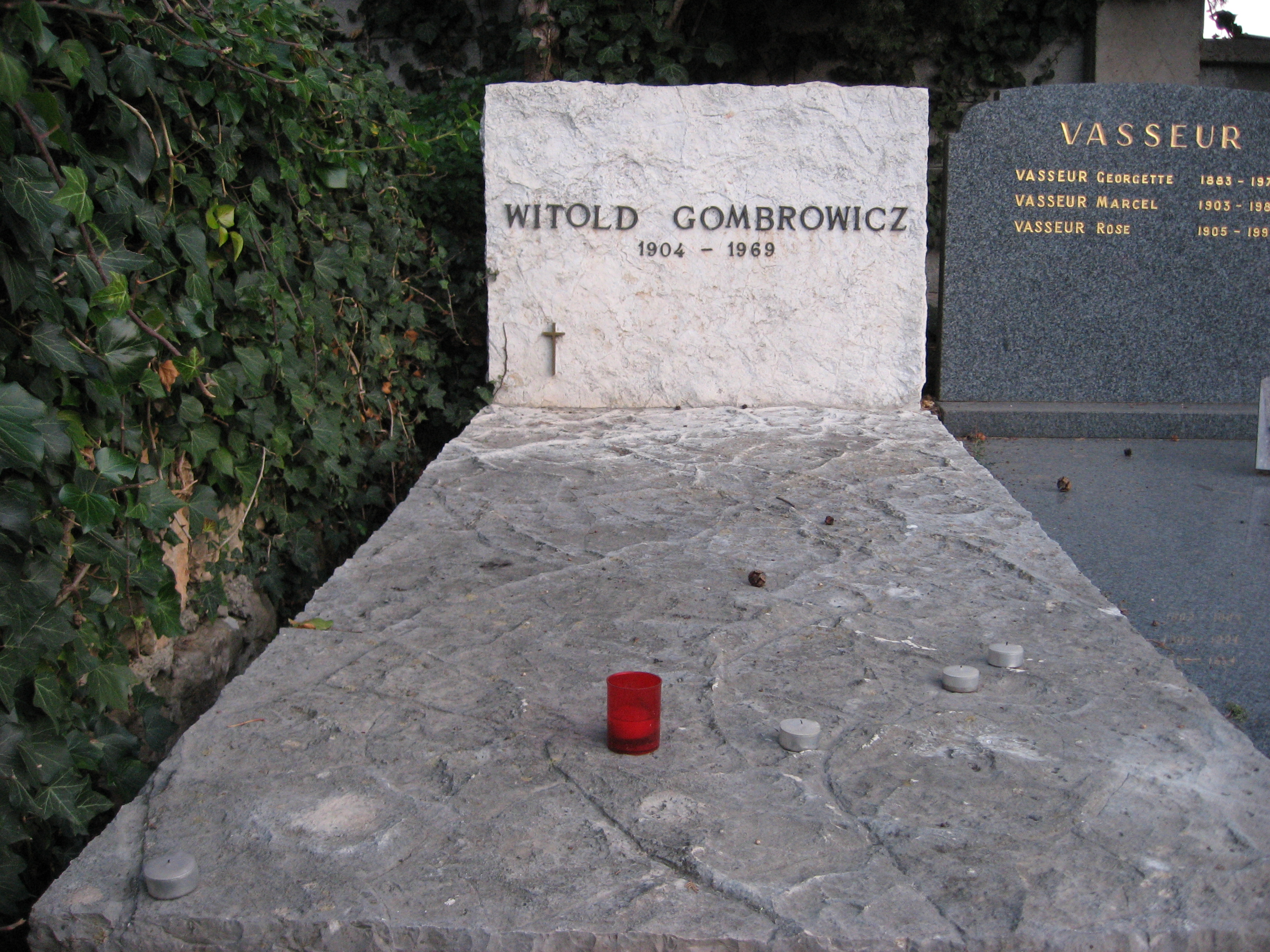
Grób Witolda Gombrowicza w Vence

Wszystkie swoje dzieła literackie pisał po polsku, jednak ze względu na decyzję niepublikowania w kraju, dopóki nie zostanie tam wydana całość Dziennika, w której opisał machinacje towarzyszące prasowej nagonce z okresu pobytu w Berlinie Zachodnim, był do połowy lat 80. mało znany publiczności w swoim ojczystym kraju. Jego dzieła drukował w tym czasie po polsku paryski Instytut Literacki Jerzego Giedroycia. Przetłumaczone zostały wtedy na ponad 30 języków, a jego dramaty wystawiano na najważniejszych scenach świata  (m.in. Jorge Lavelli, Alf Sjöberg, Ingmar Bergman, w Polsce m.in. Jerzy Jarocki, Jerzy Grzegorzewski). Wielkie zasługi w przybliżeniu twórczości Gombrowicza w kręgach literacko-wydawniczych Europy Zachodniej miał Konstanty Jeleński.
Po długich negocjacjach z władzami PRL w 1986 ukazało się w krakowskim Wydawnictwie Literackim pierwszych 9 tomów dzieł Gombrowicza, uszczuplonych przez cenzurę o 16 wersów wykreślonych z Dziennika, a dotyczących polityki i systemu władzy w ZSRR. Dzieła te poszerzone zostały w latach 1992–1997 do 15 tomów. W wolnej Polsce utwory Gombrowicza ukazywały się wielokrotnie drukiem, a na ich temat powstało kilkadziesiąt tomów studiów i niezliczone artykuły. W 2002 Wydawnictwo Literackie rozpoczęło druk „Pism zebranych” Gombrowicza w edycji krytycznej pod red. W. Boleckiego, J. Jarzębskiego i Z. Łapińskiego.

## Życie prywatne
Z seksuologicznego punktu widzenia był biseksualistą. Sam jednak całe życie starał się unikać jednoznacznego przyporządkowania określonej orientacji seksualnej, traktując sprawy seksu jako domenę społecznego przymusu. W charakterystycznym dla siebie stylu „niestawiania kropki nad i” podejmował ten temat kilkakrotnie w swoich Dziennikach. Twierdził, że nie ma on orientacji, tylko lubi od czasu do czasu robić to, na co ma ochotę. 28 grudnia 1968, na pół roku przed śmiercią, ożenił się z Ritą Labrosse. Nie miał z nią dzieci. 
Był ateistą. Jego poglądy polityczne były trudne do określenia: francuska lewica entuzjastycznie odnosiła się do jego twórczości, on jednak pozostawał krytyczny wobec zachodniego marksizmu; równocześnie jego poglądy w kwestiach społecznych i obyczajowych były dalekie od konserwatyzmu.
Cierpiał na wadę wymowy objawiającą się nieprawidłowym wymawianiem głoski „r”. 
Nałogowo palił fajkę i papierosy.

## W oczach innych

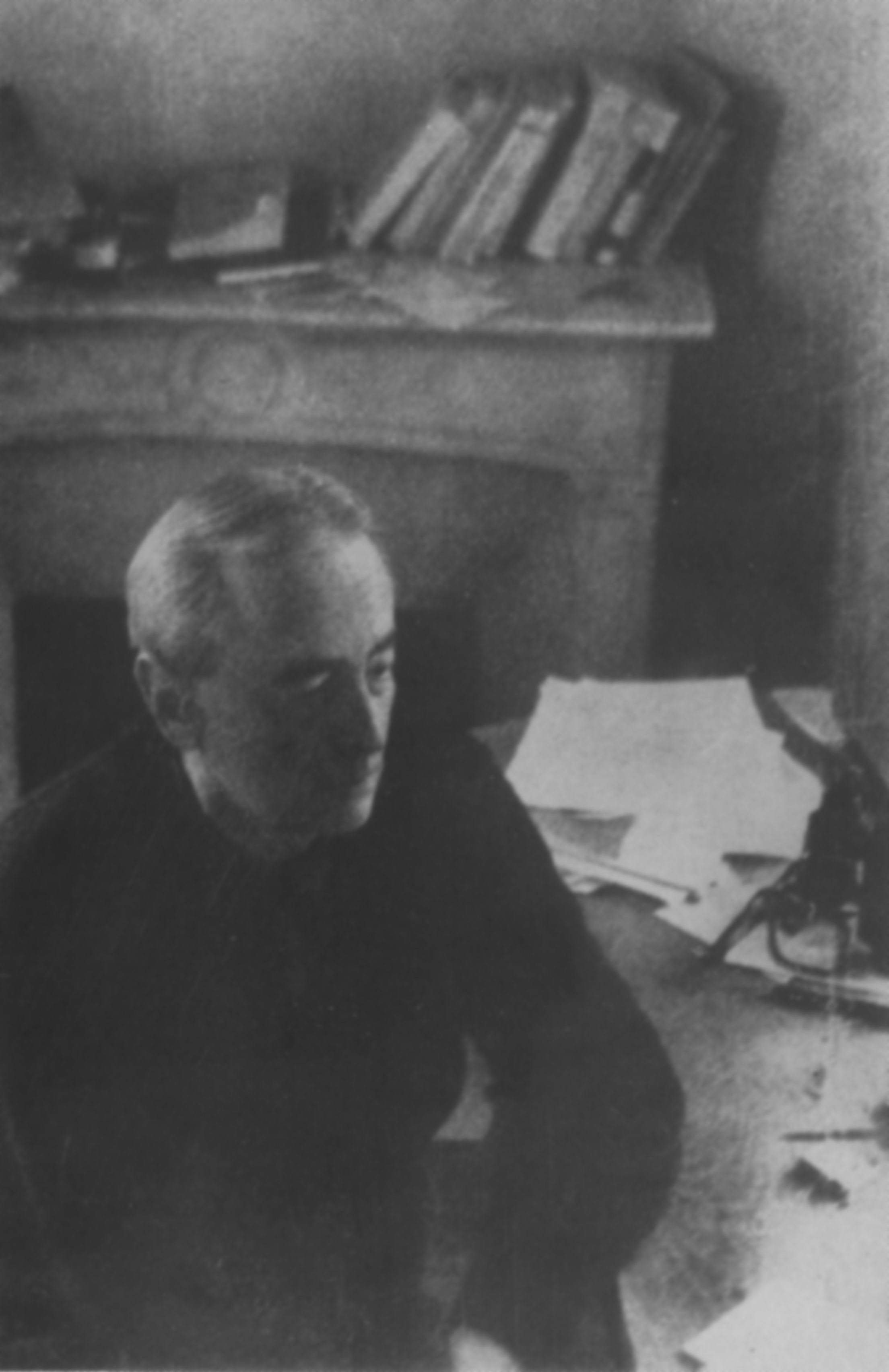
Witold Gombrowicz na fotografii (przed 1970)

Przez wielu współczesnych uznany był już za życia lub pośmiertnie za jednego z najwybitniejszych pisarzy polskiej literatury współczesnej. Przykładem tego była przeprowadzona przez Michała Chmielowca w londyńskich „Wiadomościach” ankieta, w której wzięli udział najwybitniejsi polscy pisarze i krytycy literaccy na emigracji w 1969. Ankietę tę uzupełniło Archiwum Emigracji (UMK) w 1996. Opinie o wadze pisarstwa Gombrowicza były tym bardziej zaskakujące wśród współczesnych mu, iż jako człowiek znany był z megalomaństwa, złośliwości i bardzo krytycznych opinii o innych pisarzach. Znając tę cechę charakteru Gombrowicza, redaktorzy „Kultury” paryskiej, Jerzy Giedroyc i Konstanty Jeleński, wysłali mu pocztówkę gratulacyjną z pozdrowieniami od znanych francuskich arystokratów. Pocztówka i podpisy były oczywiście żartem, ale Gombrowicz przyjął to z najwyższą powagą.
Twórczość Gombrowicza wykazuje związki z egzystencjalizmem (koncepcja „ja”), a także ze strukturalizmem (człowiek zdeterminowany przez język, którego używa, oraz oglądający świat poprzez system symetrii i opozycji). Widoczne są liczne nawiązania i gry z tradycją literacką, np. stylizacja na pamiętnikarstwo XVII-wieczne w Trans-Atlantyku, czy obecna tam również parodia gawędy szlacheckiej. Ale ciekawsze są związki Gombrowicza z myślą europejską 2 poł. XX w., to, co wiąże go z dorobkiem intelektualnym Michela Foucaulta, Rolanda Barthes’a, Gilles’a Deleuze'a czy Jacques’a Lacana, a co dopiero w ostatnich latach doczekało się komentarzy.
Konstanty Jeleński tak pisał o nim w liście do Józefa Czapskiego (3 lipca 1967): „Ten szlagon sandomierski nie zdaje sobie sprawy, że jest w sztuce (w literaturze) odpowiednikiem ludzi szukających myśli jutra”. W intelektualnej i snobistycznej stolicy Europy lat 60., Paryżu, pisali o nim i jego twórczości nie tylko krytycy literatury, ale i filozofowie paryscy.

## Charakterystyka twórczości

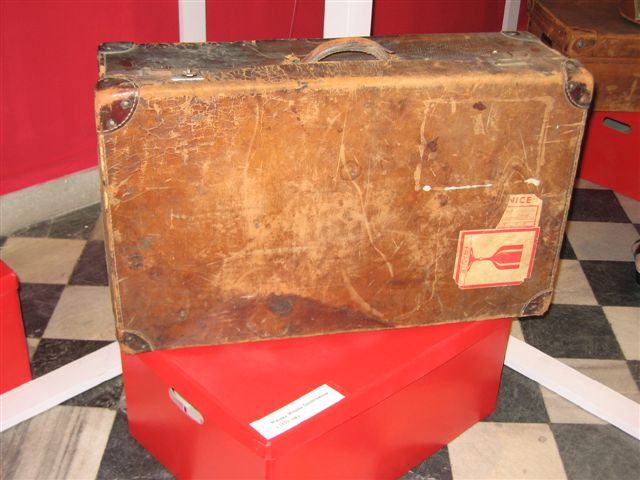
Walizka Witolda Gombrowicza, z którą wypłynął w 1939 z Polski do Argentyny, znajdująca się obecnie w zbiorach Muzeum Literatury im. Adama Mickiewicza w Warszawie (dar Rity Gombrowicz)

Specyfiką twórczości Gombrowicza są: umiejętność widzenia człowieka w jego psychologicznym uwikłaniu w innych ludzi i spuściznę kultury, swoiste poczucie absurdu i obrazoburstwo dotykające przyjmowanych przez społeczeństwo tradycyjnych wartości. Gombrowicz przede wszystkim dyskutuje z polskim romantyzmem, jak sam twierdził, pisząc na przekór Mickiewiczowi (głównie w Trans-Atlantyku).
Z wyjątkiem Opętanych Gombrowicz stosuje w powieściach narrację pierwszoosobową. Język pisarza zawiera liczne neologizmy, tworzy też „słowa klucze” rzucające symboliczne światło na sensy ukryte pod ironiczną formą (np. „gęba” i „pupa” w Ferdydurke).
W opowiadaniach z Pamiętnika z okresu dojrzewania zajmuje się Gombrowicz przede wszystkim paradoksami, jakie rządzą wchodzeniem jednostki w świat społeczny, a także ukrytymi namiętnościami rządzącymi ludzkim zachowaniem.
W Ferdydurke, swojej pierwszej powieści (wyd. na jesieni 1937, data na okładce 1938), podejmuje dyskusje na temat formy jako uniwersalnej kategorii, pojmowanej zarówno w sensie filozoficznym, jak socjologicznym i estetycznym, a będącej środkiem zniewolenia jednostki przez innych ludzi i społeczeństwo jako całość. Z tej powieści pochodzą słynne Gombrowiczowskie określenia, które weszły na stałe do języka polskiego, jak „upupienie” (dotyczy narzucania jednostce roli kogoś podrzędnego, niedojrzałego) czy „gęba” (narzucona komuś osobowość czy rola nieautentyczna). Ferdydurke jest też satyrą na różne polskie środowiska: postępowe mieszczańskie, chłopskie, ziemiańsko-konserwatywne. Tak więc jego satyra dotyka człowieka zarówno jako członka społeczeństwa, jak i jednostki borykającej się ze sobą i światem. Adaptacje teatralne Ferdydurke, a także pozostałych dzieł prozatorskich Gombrowicza, wystawiało wiele teatrów, kiedy wydano w Polsce pierwszych 9 tomów Dzieł. Pierwszym tekstem dramatycznym Gombrowicza była Iwona, księżniczka Burgunda (1938), tragifarsa (sztuka o tym, co niesie zniewolenie formą, obyczajem i ceremoniałem). W 1939 publikował on, pod pseudonimem Zdzisław Niewieski, w odcinkach dwóch gazet codziennych powieść popularną Opętani, wykorzystującą formę „powieści gotyckiej” przemieszanej z sensacyjnym romansem współczesnym. Napisany zaraz po wojnie Ślub wykorzystywał formy teatru Szekspira i Calderona, a także podejmował krytycznie wątki teatru romantycznego (Z. Krasiński, J. Słowacki), ukazując nową koncepcję władzy i nową koncepcję człowieka, stwarzanego przez innych ludzi.
Gombrowicz, wykreowany przez krytyków na „mistrza zrywania masek”, kamufluje i ukrywa się tym bardziej, im bliżej dochodzi do swego największego konfliktu wewnętrznego, którym jest własny homoerotyzm, a właściwie, zdaniem argentyńskich przyjaciół pisarza (Alejandro Russovich), biseksualizm. Pierwszą powieścią autora otwarcie poruszającą tematykę homoseksualną jest Trans-Atlantyk. W powieści Trans-Atlantyk przeciwstawia sobie wizję człowieka służącego tradycyjnym wartościom nowej wizji, zgodnie z którą jednostka uwalnia się od tej służby, realizując przede wszystkim siebie (przedstawicielem takiego modelu człowieczeństwa jest ekscentryczny milioner-homoseksualista Gonzalo).
Powieść Pornografia pokazuje Polskę lat wojny, w której zapadają się cały system tradycyjnej kultury, opartej na wierze w Boga i odwieczny porządek, a na to miejsce powstaje nowa, inna rzeczywistość, w której starzy i młodzi współpracują, aby zrealizować wspólnie swe podszyte erotyzmem (w tym homoerotyzmem) fascynacje. Najbardziej złożonym i wieloznacznym dziełem Gombrowicza jest Kosmos, w którym autor ukazał, jak człowiek składa sobie z drobin materii i faktów figurę sensu świata, jakie siły, porządki symboliczne i namiętności w tym procesie biorą udział i jak w procesie budowania sensu organizuje się forma powieściowa. Ostatnia sztuka Gombrowicza, Operetka, wykorzystuje formę operetkową do zaprezentowania w groteskowej formie przemian świata w XX w., polegających na przejściu od ancien regime'u do totalitaryzmów, wyraża jednocześnie ostrożną wiarę w odrodzenie przez młodość.
Napisał również publikowany sukcesywnie w „Kulturze”, w latach 1953–1969, Dziennik. Dziennik jest nie tylko sprawozdaniem z życia autora, ale też filozoficznym esejem, miejscem polemik, zbiorem autorefleksji na temat własnego „ja”, relacji wiążących je z innymi ludźmi, twórczości literackiej, manifestacją poglądów na politykę, kulturę narodową, religię, świat tradycji i współczesność oraz wiele innych tematów. Zarazem forma dziennikowa pozwala autorowi podejmować najważniejsze tematy w pozornie niezobowiązującej szacie anegdoty i używać całej gamy środków właściwych literaturze pięknej. Wielu badaczy pisarstwa Gombrowicza uważa właśnie te Dzienniki za jego szczytowe osiągnięcie literackie.
Trzy powieści Gombrowicza zostały sfilmowane: Pornografię wyreżyserował Jan Jakub Kolski (film ukończono w 2003), Ferdydurke – Jerzy Skolimowski (premiera w 1992), a Kosmos – Andrzej Żuławski w 2015.
Jego twórczość wpłynęła też na gatunek fantastyki.

## Lista dzieł

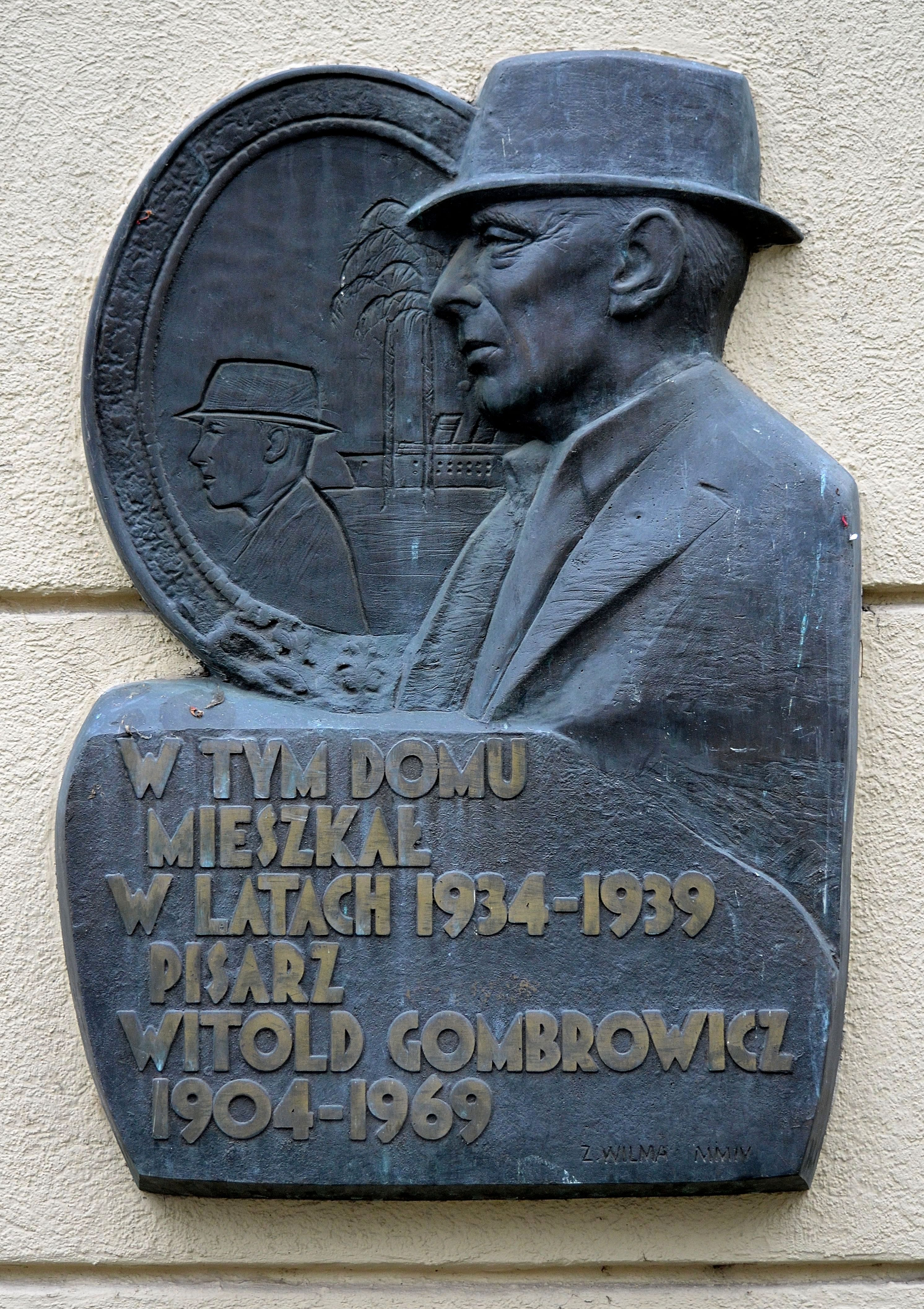
Tablica pamiątkowa na kamienicy przy ul. Chocimskiej 35 w Warszawie, w której w latach 1934–1939 mieszkał Witold Gombrowicz

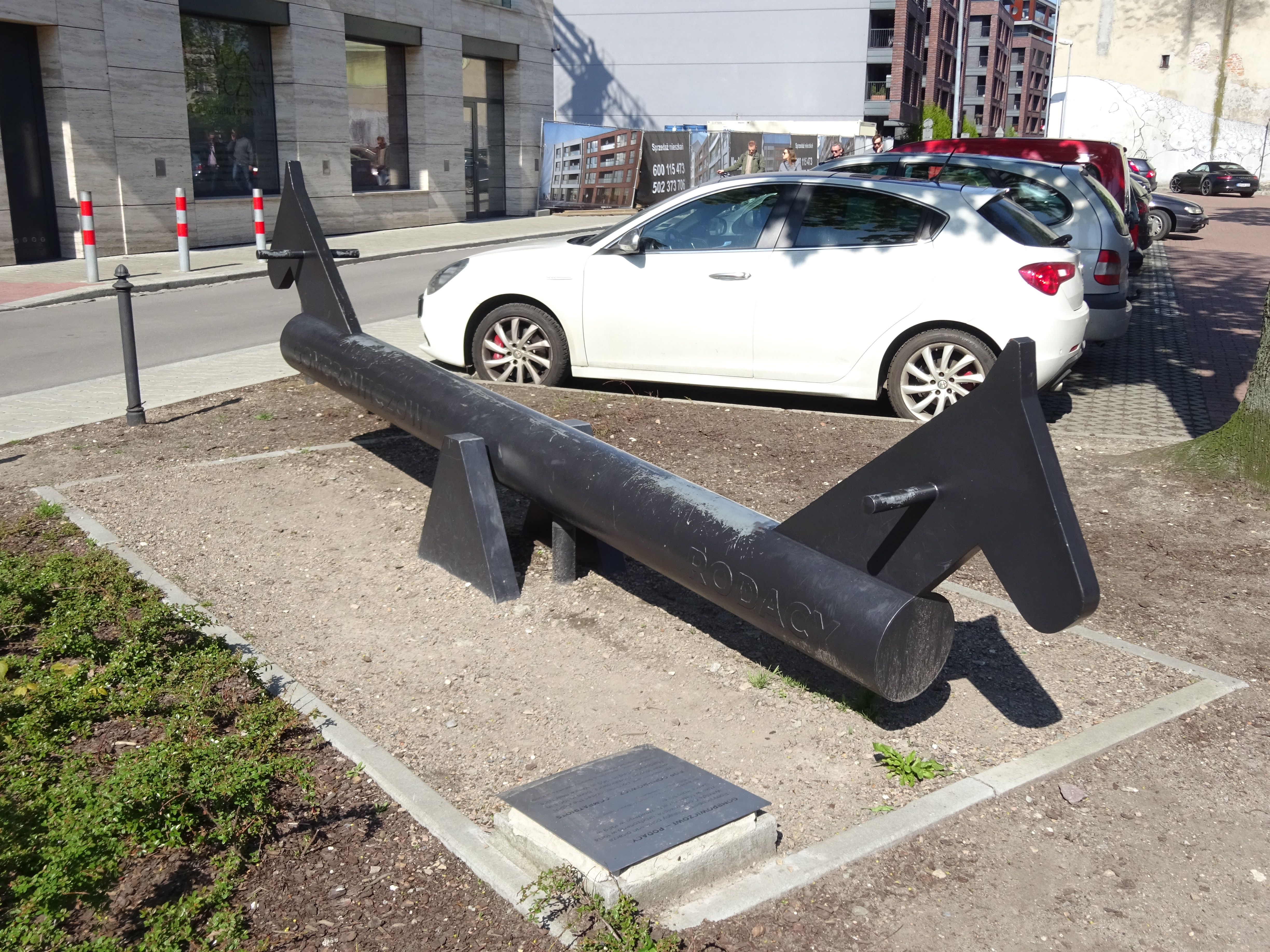
Huśtawka-pomnik upamiętniająca Witolda Gombrowicza (Gombrowiczowi Rodacy) w Krakowie przy ul. Józefińskiej

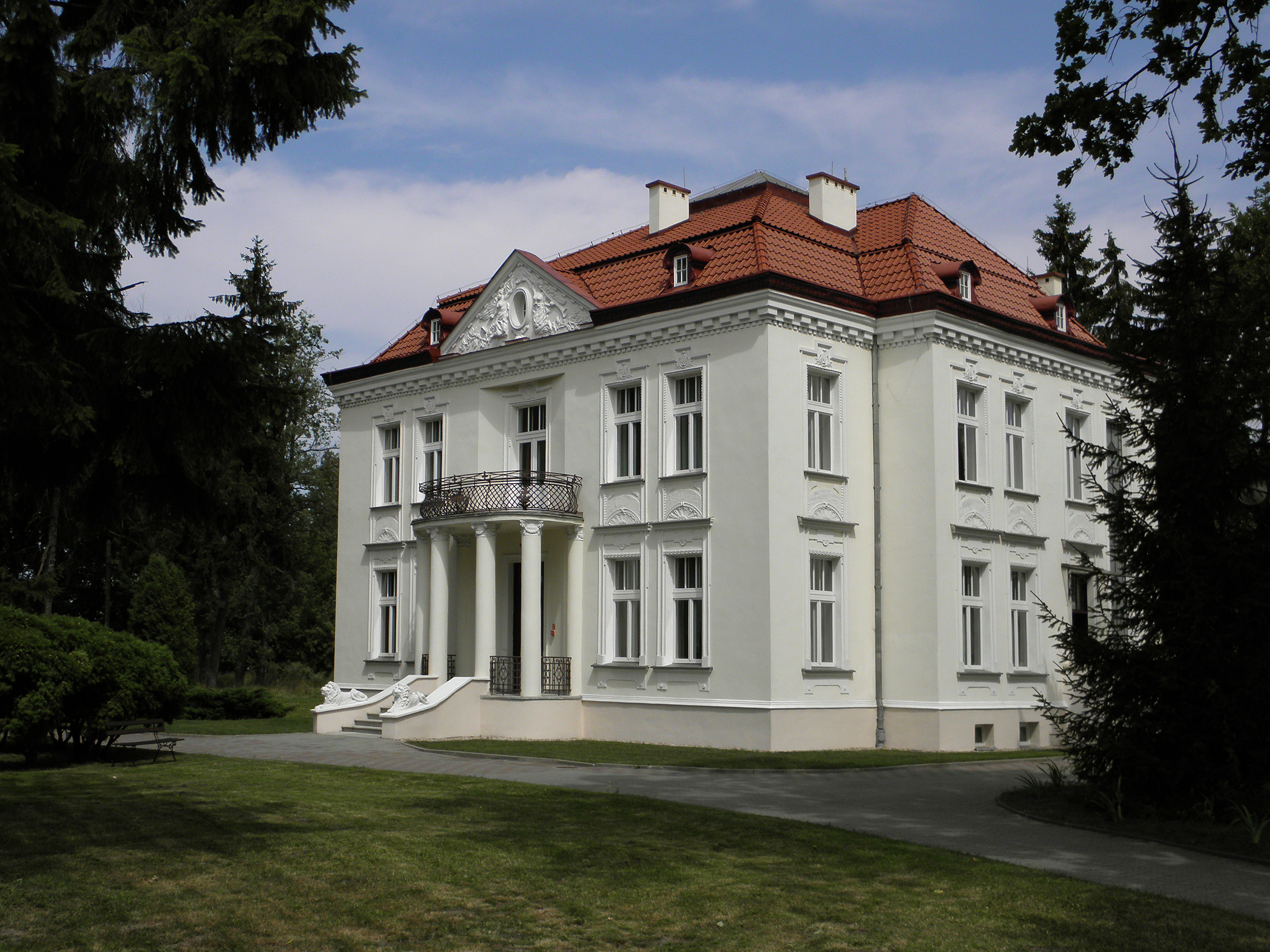
Muzeum Witolda Gombrowicza we Wsoli

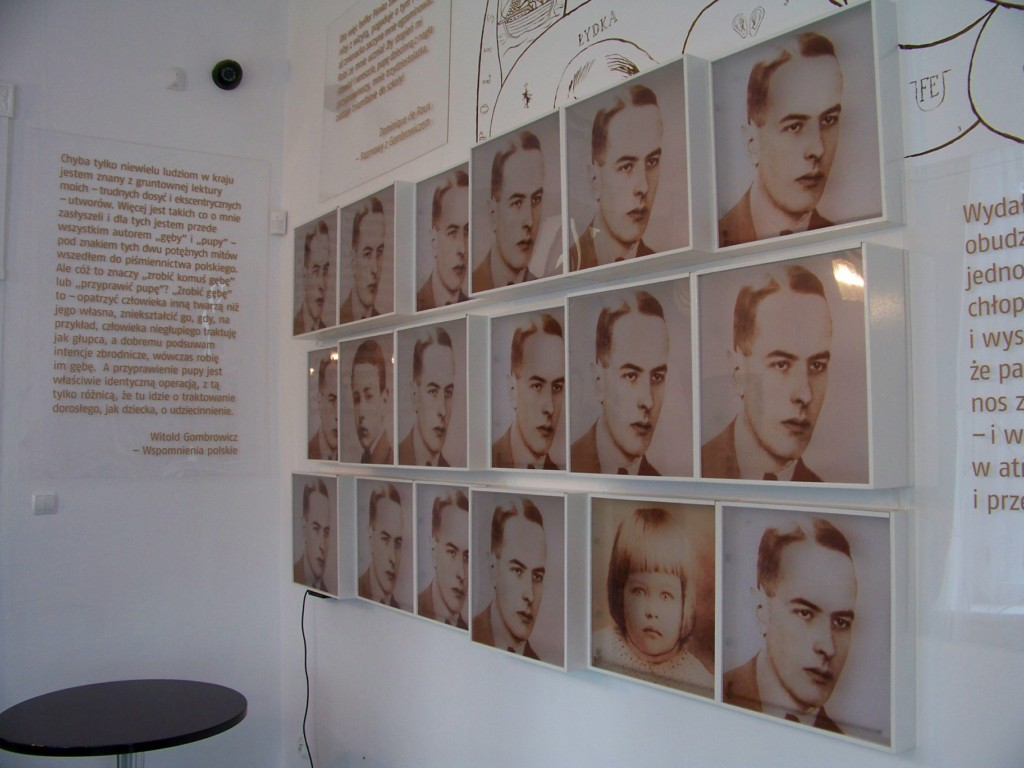
Muzeum we Wsoli, fotografie

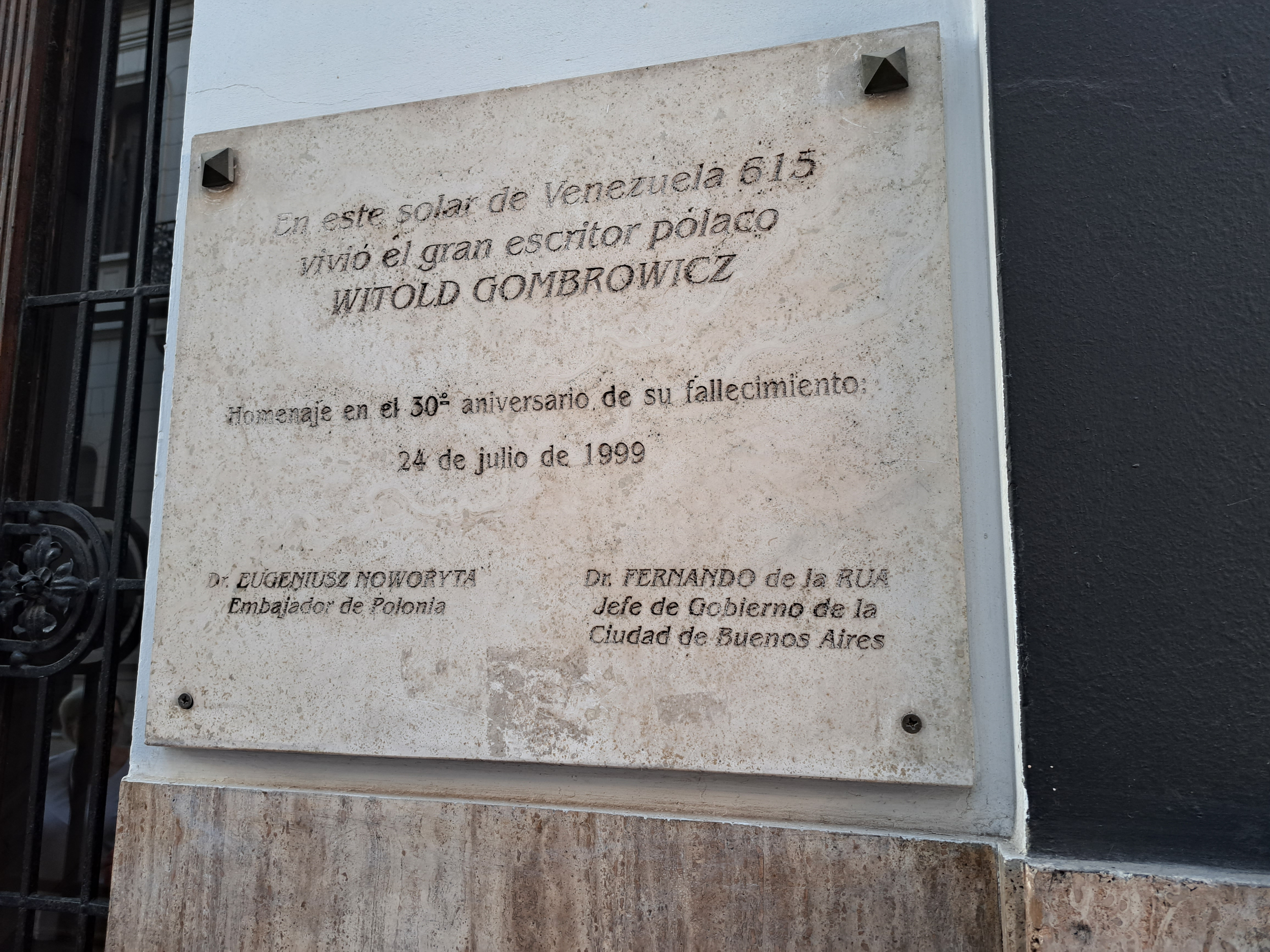
Tablica pamiątkowa na budynku przy Calle Venezuela 615 w Buenos Aires, gdzie mieszkał Witold Gombrowicz

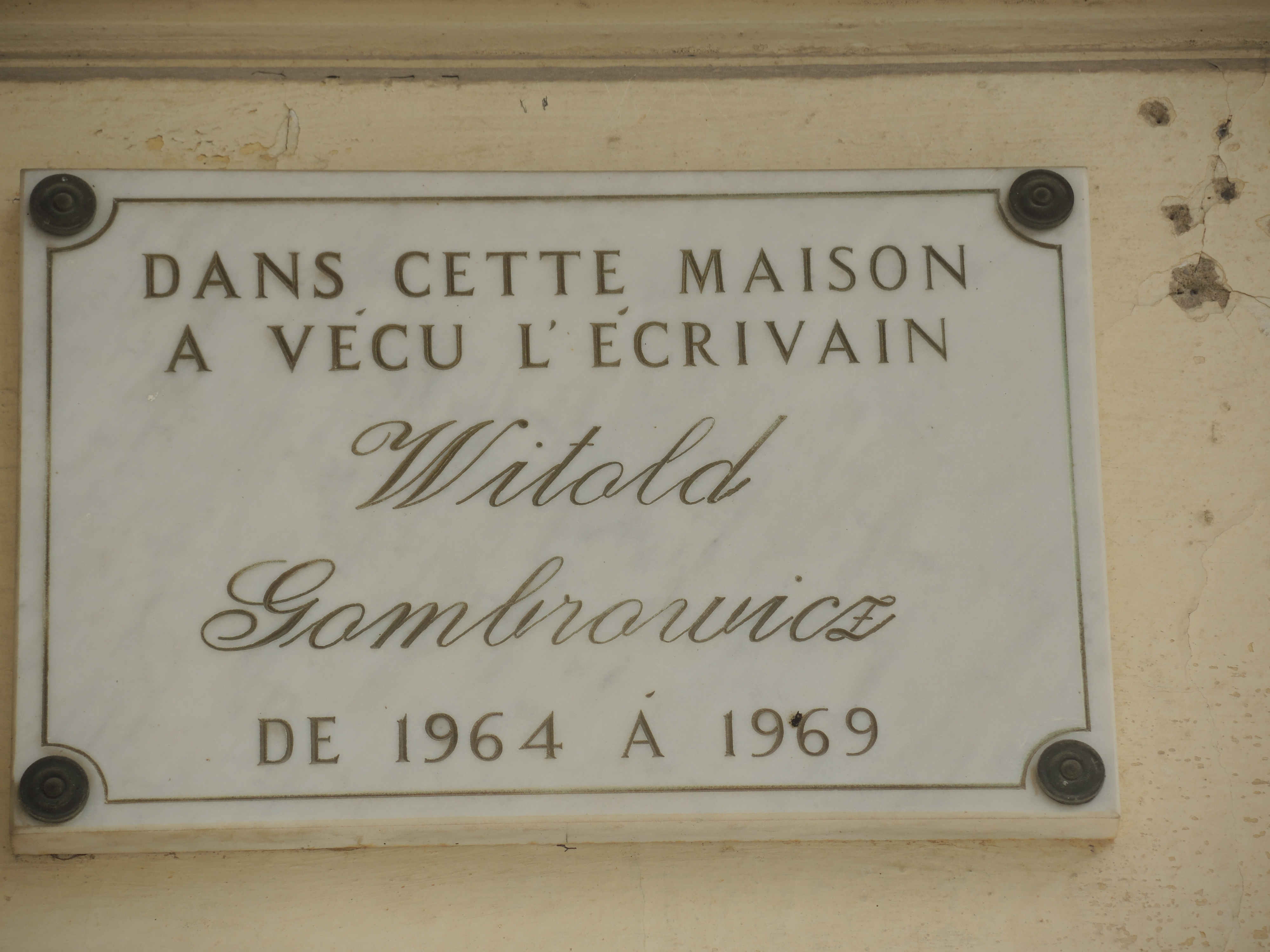
Tablica pamiątkowa na Villi Alexandrine (Vence), w której od października 1964 do marca 1969 mieszkał Witold Gombrowicz

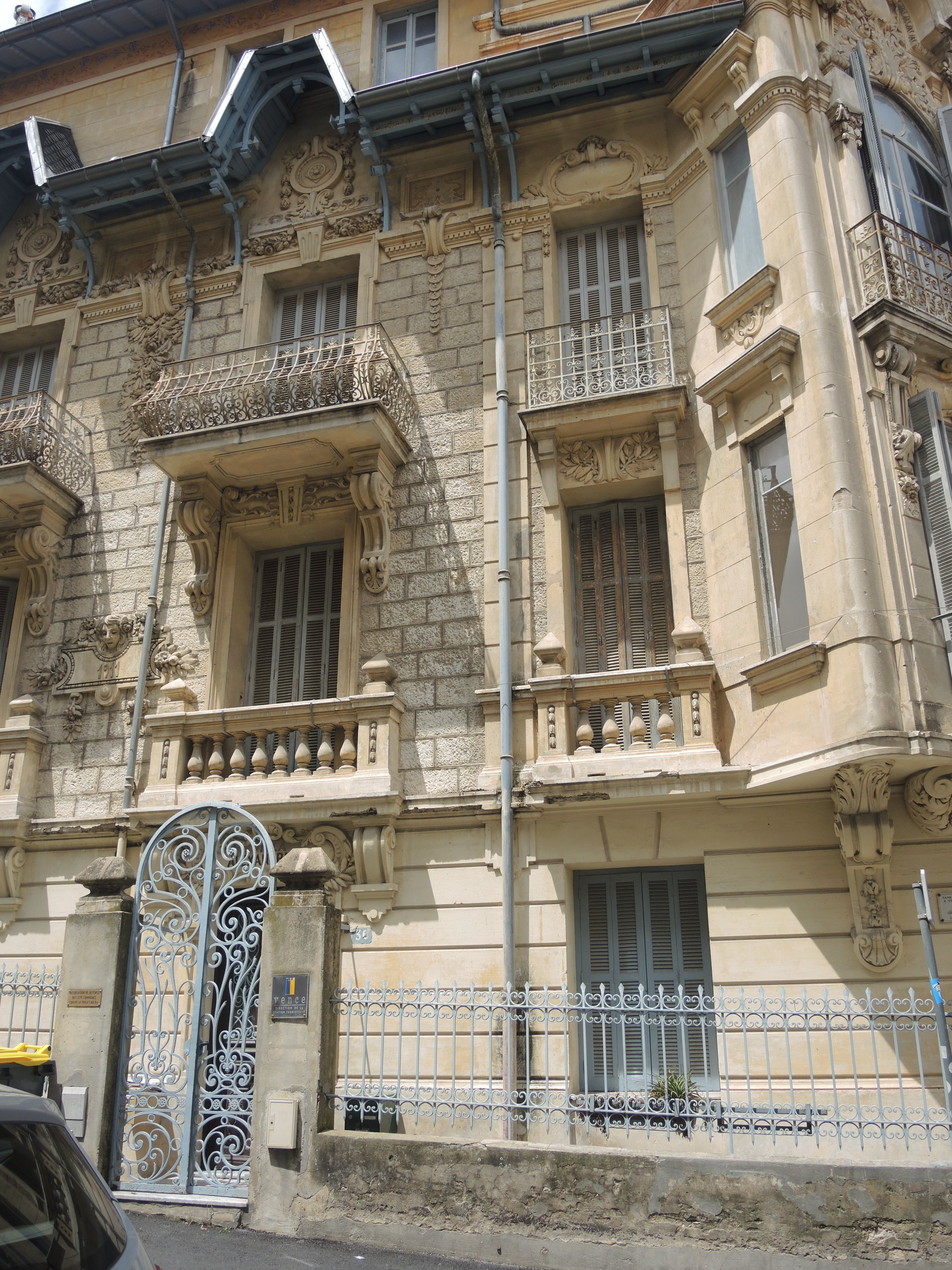
Villa Alexandrine przy Place du Grand Jardin 36 (Vence), w której od października 1964 do marca 1969 mieszkał Witold Gombrowicz

W spisie podano informacje na temat pierwszych wydań.
- Pamiętnik z okresu dojrzewania, Warszawa: Rój, 1933 (w tym m.in. Krótki pamiętnik Jakuba Czarnieckiego)
- Na kuchennych schodach, „Skamander”, 1937
- Ferdydurke, Warszawa: Rój, 1938 (data faktycznego wydania 1937)
  - fragment drukowany w czasopiśmie „Skamander”, 1935
  - recenzja Brunona Schulza, „Skamander”, 1938
- Iwona, księżniczka Burgunda, „Skamander”, 1938
- Szczur, „Skamander”, 1939
- Opętani, 1939 (pod pseudonimem Zdzisław Niewieski)
- Trans-Atlantyk, Paryż: Instytut Literacki, 1953
- Ślub, Paryż: Instytut Literacki, 1953
- Dziennik 1953–1956, Paryż: Instytut Literacki, 1957
- Bakakaj, Kraków: Wydawnictwo Literackie, 1957
- Pornografia, Paryż: Instytut Literacki, 1960
- Dziennik 1957–1961, Paryż: Instytut Literacki, 1962
- Kosmos, Paryż: Instytut Literacki, 1965
- Dziennik 1961–1966. Operetka, Paryż: Instytut Literacki, 1966
- Wspomnienia polskie. Wędrówki po Argentynie, w: Dzieła zebrane, tom 11, Paryż: Instytut Literacki, 1977
- Wiersz do Izy i Malwiny, 1977
- Dzieła zebrane, t. 1–11, Paryż: Instytut Literacki 1969–1977
- Dzieła, t. 1–15, Kraków: Wydawnictwo Literackie 1986–1997
- Kronos, Kraków: Wydawnictwo Literackie, 2013
- Konfrontacje (z Czesławem Miłoszem), Warszawa: Fundacja Zeszytów Literackich, 2015

## Literatura przedmiotu
- Artur Sandauer, „Ferdydurke” po raz pierwszy – Warszawa, Pion nr 2, 193
- Artur Sandauer, Szkoła mitologów – Warszawa, Pion nr 5, 1938, później przedrukowany pt. Schulz i Gombrowicz, czyli literatura głębin – np. Zebrane pisma krytyczne, PIW, 1981
- Artur Sandauer, Powieść o udawaniu – Kraków, Nasz Wyraz, 1939
- Artur Sandauer, Szkoła nierzeczywistości i jej uczeń – Kraków, Życie Literackie, nr 1 (1958)
- Artur Sandauer, Polska formuła egzystencjalizmu – artykuł napisany w oryginale po francusku pt. A propos du „Ferdydurke” de Gombrowicz, ukazał się w „Temps Modernes”, Paryż, 1959; polski przekład: „Współczesność”, nr 18 (1959)
- Artur Sandauer, Gombrowicz – człowiek i pisarz, „Kultura” (Warszawa) 1965, nr 42 i 43
- Dominique de Roux, Rozmowy z Gombrowiczem, Paryż, 1969
- Artur Sandauer, Początki, świetność i upadek rodziny Młodziaków w: Liryka i logika, Warszawa, 1971
- Andrzej Kijowski, Kategorie Gombrowicza, pierwodruk Twórczość 1971, nr 11; przedruk pt. Strategia Gombrowicza m.in.: A. Kijowski, Granice Literatury, tom I, Warszawa 1991; Dzieje literatury pozbawionej sankcji, tom I. Kraków 2020
- Tadeusz Kępiński, Witold Gombrowicz i świat jego młodości, Kraków, 1974, 1976, 1987
- Wojciech Wyskiel, Witold Gombrowicz: twórczość literacka, Kraków, 1975
- Andrzej Falkiewicz, Polski kosmos. Dziesięć esejów przy Gombrowiczu, Kraków, 1981
- Jerzy Jarzębski, Gra w Gombrowicza, Warszawa, 1982
- Gombrowicz i krytycy, red. Z. Łapiński, Kraków-Wrocław, 1984
- Rita Gombrowicz, Gombrowicz w Argentynie: świadectwa i dokumenty 1939–1963, Kraków, 1984, i Gombrowicz w Europie: świadectwa i dokumenty 1963–1969, Kraków, 1988
- Zdzisław Łapiński, Ja, Ferdydurke, Lublin, 1985
- Joanna Siedlecka, Jaśnie-panicz, Kraków, 1987, Warszawa, 2003
- Tadeusz Kępiński,Witold Gombrowicz Studium portretowe, Kraków, 1988
- Kazimierz Głaz, Gombrowicz w Vence i inne wspomnienia, Kraków, 1989
- Jan Błoński, Forma, śmiech i rzeczy ostateczne. Studia o Gombrowiczu, Kraków, 1994
- Leszek Nowak, Gombrowicz: człowiek wobec ludzi, Warszawa, 2000
- Jerzy Jarzębski, Podglądanie Gombrowicza, Kraków, 2000
- Janusz Margański, Gombrowicz – wieczny debiutant, Kraków, 2001
- Ewa Płonowska-Ziarek. red., Grymasy Gombrowicza (przekład z jęz. ang. Janusz Margański) Kraków, 2001
- Agnieszka Stawiarska, Gombrowicz w przedwojennej Polsce, Kraków, 2002
- Piotr Millati, Gombrowicz wobec sztuki: (wybrane zagadnienia), Gdańsk, 2002
- Michał Głowiński, Gombrowicz i nadliteratura, Kraków, 2002
- Włodzimierz Bolecki, Autobiografia pośmiertna, Kraków, 2002
- Krzysztof Miklaszewski, Distancia, Witoldo! – czyli: Gombrowicz oczyma argentyńskich przyjaciół, Warszawa, 2004
- Michał Paweł Markowski, Czarny nurt. Gombrowicz, świat, literatura, Kraków, 2004
- Jerzy Jarzębski, Gombrowicz, Wrocław, 2004
- Jean-Pierre Salgas, Witold Gombrowicz lub ateizm integralny, Paryż 2000 (polskie wydanie – Warszawa 2004)
- Janusz Margański, Geografia pragnień: opowieść o Gombrowiczu, Kraków, 2005
- Klementyna Suchanow, Argentyńskie przygody Gombrowicza, Kraków, 2005
- Miguel Grinberg, Wspominając Gombrowicza, Warszawa, 2005
- Marcin Kępiński, Mit, symbol, historia, tradycja. Gombrowicza gry z Kulturą, Warszawa, 2006
- Jerzy Jarzębski, Natura i teatr. 16 tekstów o Gombrowiczu, Kraków, 2007
- Rajmund Kalicki, Dziennik patagoński, Warszawa, 2007
- Witold Gombrowicz – nasz współczesny, red. J. Jarzębski, Kraków, 2010
- Tomasz Garncarek, Filozofia niedojrzałości Witolda Gombrowicza, Łódź, 2012
- Łukasz Tischner, Gombrowicza milczenie o Bogu, Kraków, 2013
- Marian Bielecki, Widma nowoczesności. „Ferdydurke” Witolda Gombrowicza, Warszawa, 2014
- Katarzyna Dzierzbicka, Warszawa Witolda Gombrowicza, Warszawa, 2014
- Gombrowicz z przodu i z tyłu, red. K. Ćwikliński, A. Spólna, D. Świtkowska, Radom, 2015
- Lidia Sadkowska-Mokkas, Wspomnienia z okresu formowania [w:] Przystanek Warszawa. Subiektywny przewodnik literacki, Wrocław 2015
- Klementyna Suchanow, Gombrowicz. Ja, geniusz, Warszawa, 2017
- Katarzyna Dzierzbicka, Polska Witolda Gombrowicza, Warszawa, 2017
- William Whiteford, Witold Gombrowicz: A Biography, West Columbia, South Carolina, USA, 2017
- Błażej Warkocki, Pamiętnik afektów z okresu dojrzewania. Gombrowicz – queer – Sedgwick, Poznań – Warszawa, 2018
- Dagmara Jaszewska, Nasza niedojrzała kultura - postmodernizm inspirowany Gombrowiczem, Oficyna Naukowa, Warszawa 2002.

## Upamiętnienie

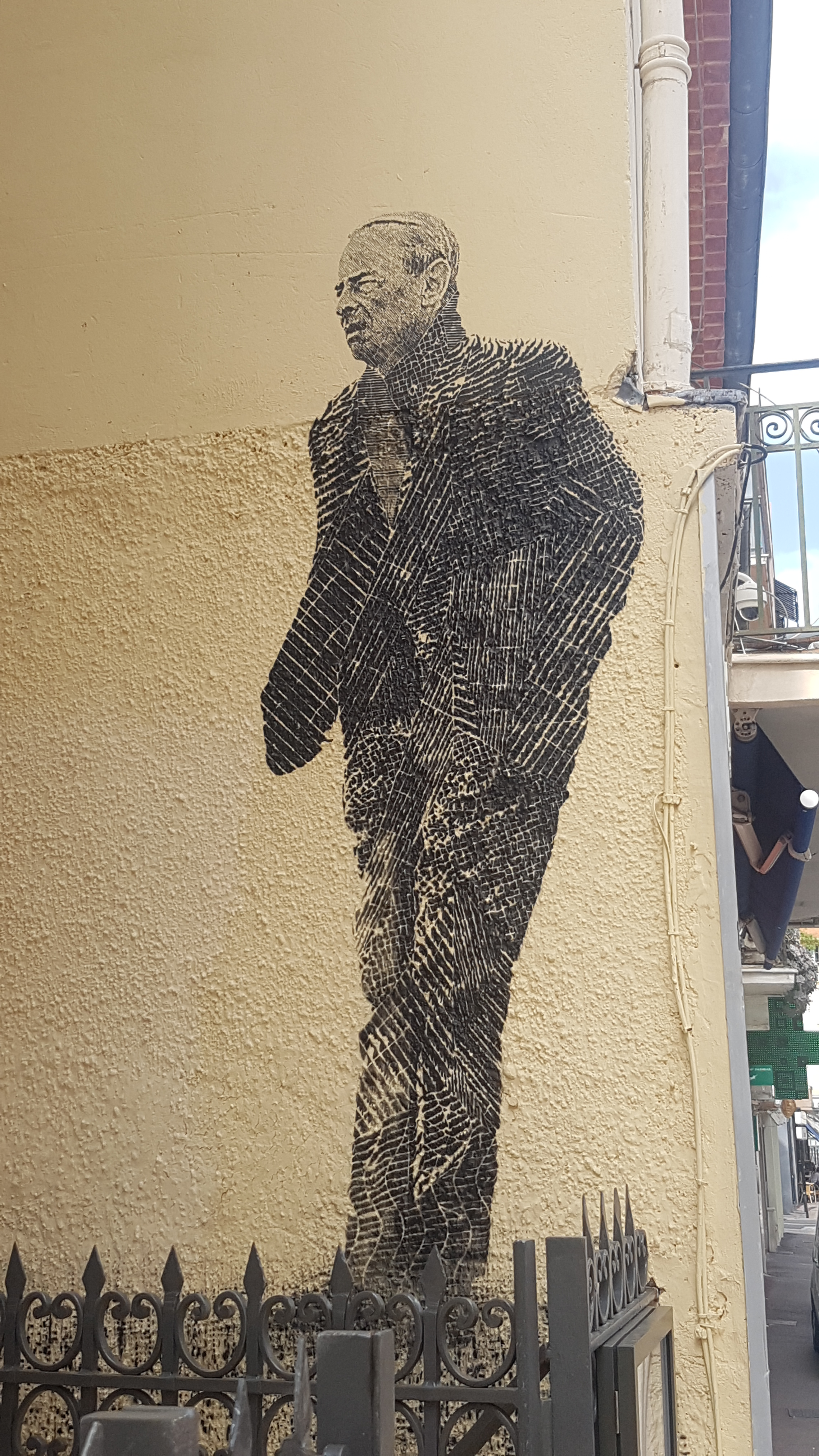
Graffiti przedstawiające Gombrowicza na jednym z budynków w Vence nieopodal willi, w której mieszkał.

- Od 5 stycznia 1981 ulica w Warszawie na terenie obecnej dzielnicy Bielany nosi nazwę ulicy Witolda Gombrowicza[43].
- Od 1990 r. imię Witolda Gombrowicza nosi ulica w Łodzi na osiedlu Ruda Pabianicka[44].
- 4 sierpnia 2004 Poczta Polska wydała znaczek (numer katalogowy 3980) z okazji 100. rocznicy urodzin pisarza[45].
- 5 października 2004 odsłonięto pamiątkową tablicę na fasadzie domu przy ul. Chocimskiej 35, w którym w latach 1934–1939 mieszkał Witold Gombrowicz bezpośrednio przed wyjazdem na emigrację. Odsłonięcia tablicy zaprojektowanej przez Zbigniewa Wilmę dokonała Rita Gombrowicz[46].
- Ulica w Legnicy na osiedlu Piekary nosi nazwę ulicy Witolda Gombrowicza.
- Witold Gombrowicz patronuje Teatrowi Miejskiemu w Gdyni.
- Od 1993 w Radomiu odbywa się co dwa lata Międzynarodowy Festiwal Gombrowiczowski[47].
- 9 października 2009 Witold Gombrowicz został patronem Wojewódzkiej Biblioteki Publicznej w Kielcach[48].
- W setną rocznicę urodzin pisarza Sejm RP ogłosił 2004 rokiem Gombrowicza w Polsce[49][50]. W 120. rocznicę urodzin uchwałą Senatu RP X kadencji z 7 września 2023, rok 2024 ustanowiono „Rokiem Witolda Gombrowicza”[51]
- Gombrowicz jest bohaterem dramatu Macieja Wojtyszki, który miał swoją premierę teatralną w 2018 roku. Dramat ten miał swoją wersję filmową w Teatrze Telewizji. W rolę Gombrowicza w Teatrze Telewizji wcielił się Andrzej Seweryn[52].